# Messa dell'incoronazione
La Messa dell'incoronazione per soli, coro, organo e orchestra in Do maggiore (in tedesco: Krönungsmesse Für Orgel, Chor, Solisten Und Orchester C-Dur ) K317 è una messa composta da Wolfgang Amadeus Mozart nel 1779, all'età di 23 anni, quando si trovava a Salisburgo.

## Storia della composizione
Mozart scrisse la Messa nelle settimane direttamente successive al rientro dal viaggio effettuato, tra il  1777 e il 1778, ad Augusta, Mannheim e Parigi in cerca di un'affermazione oltre ai confini austriaci; questo periodo si era rivelato infruttuoso per il lavoro  e tragico per la morte della madre avvenuta il 3 luglio 1778 nella capitale francese. Il ritorno del compositore a Salisburgo, nel gennaio 1779, segnò l'obbligata ripresa lavorativa presso l'arcivescovo Hieronymus von Colloredo con l'incarico di organista della cattedrale e Konzertmeister di corte che prevedeva uno stipendio annuale di 450 fiorini in cambio di nuove composizioni religiose.
Su incarico dell'arcivescovo, Mozart iniziò la stesura della Messa in Do maggiore terminandola in poco tempo. All'inizio del Kyrie è riportata, manoscritta dal compositore, la data del 23 marzo 1779 che è quasi certamente la data di completamento dell'opera.
Secondo molti studiosi il titolo è dovuto al fatto che questa Messa sarebbe stata composta ed eseguita per la commemorazione dell'Incoronazione dell'immagine sacra di Maria, voluta dal Pontefice, conservata nel santuario di Maria Plain a Bergheim nei pressi di Salisburgo. Altri, più recentemente, respingono questa tradizione basandosi sulla distanza cronologica fra il termine del lavoro di composizione (23 marzo) e l'inizio dei festeggiamenti (20 giugno) e l'importanza dell'organico, probabilmente troppo grande per la piccola chiesa di Maria Plain. Secondo un'altra ipotesi la Messa avrebbe avuto questa denominazione in occasione dell'incoronazione di Leopoldo II a Praga nel settembre del 1791 alla presenza dello stesso Mozart.
Non è certo che la Messa abbia avuto una prima esecuzione nella chiesa di Maria Plan il 20 giugno all'inizio delle celebrazioni dell'Incoronazione; probabilmente era già stata eseguita il 4 aprile del 1779 nel Duomo di Salisburgo poiché destinata fin dall'origine alla liturgia pasquale. Il 29 giugno 1985 il brano musicale fu eseguito nella Basilica di San Pietro in Vaticano diretta da Herbert von Karajan con Kathleen Battle e Ferruccio Furlanetto nel corso di una funzione liturgica celebrata da papa Giovanni Paolo II.
Il manoscritto originale della Messa, ritrovato tra gli spartiti lasciati dal musicista alla sua morte, fu venduto all'editore Johann Anton André di Offenbach nel 1800, insieme a molti altri autografi. La pubblicazione avvenne però, dopo la morte di André, a opera di Breitkopf & Härtel nel 1802.

## Struttura

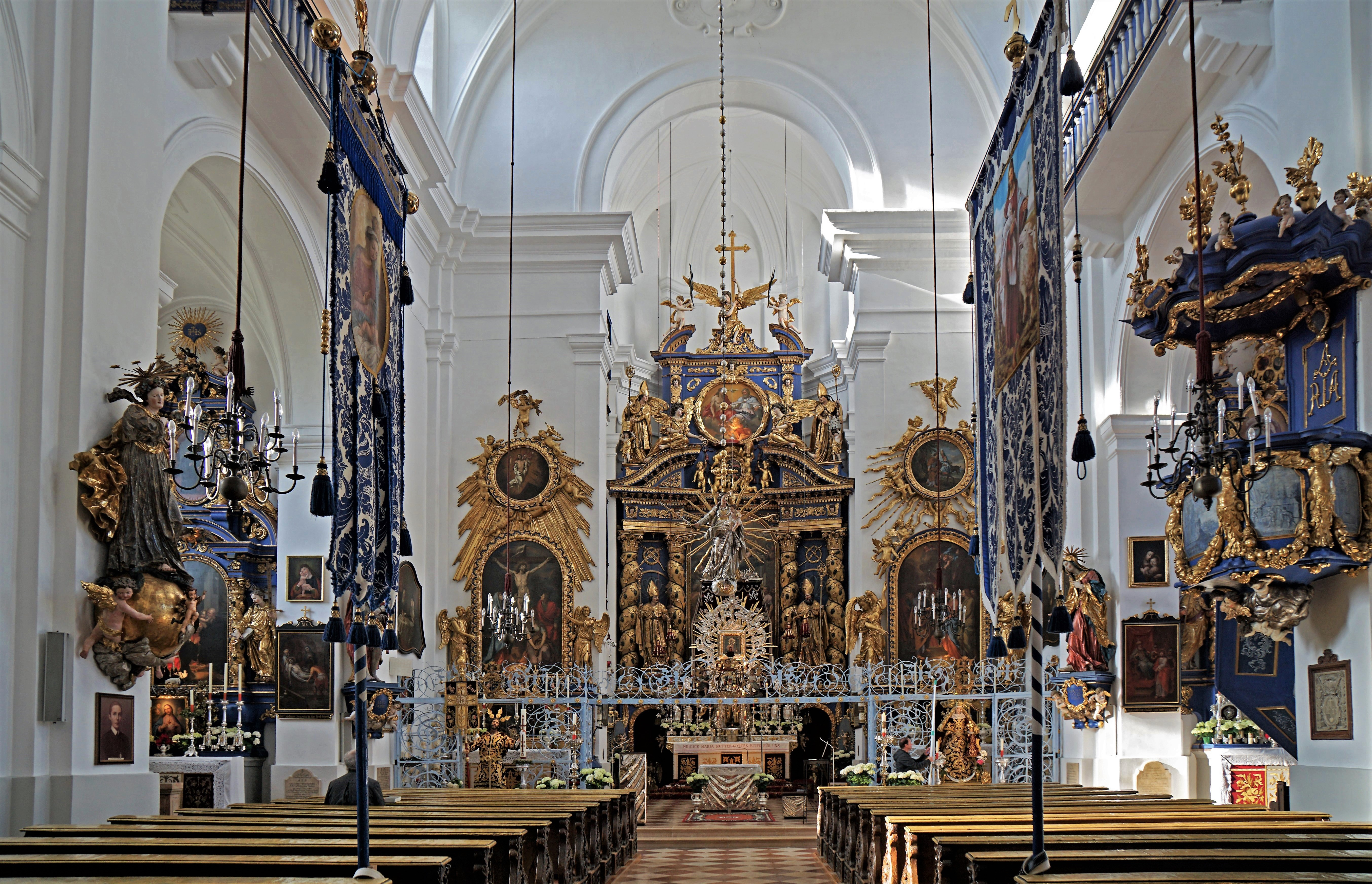
Interno del santuario di Maria Plan

La messa è composta dalle seguenti parti dell'ordinario:
- 1. Kyrie - Soli e coro - Andante maestoso. Più andante
- 2. Gloria - Soli e coro - Allegretto con spirito
- 3. Credo - Coro - Allegro molto. Adagio. Tempo I
  - a. Et incarnatus est - soli e coro - Adagio
  - b. Et resurrexit - soli e coro - Allegro molto
- 4. Sanctus - Coro - Andante maestoso. Allegro assai
  - a. Osanna - coro - Allegro assai
- 5. Benedictus - soli - Allegretto
  - a. Osanna - coro - Allegro assai
  - b. Benedictus - Soli - Allegretto
  - c. Osanna - coro - Allegro assai
- 6. Agnus Dei - Soprano - Andante sostenuto
- 7. Dona nobis - Soli e coro - Andante con moto. Allegro con spirito

## Organico
Coro, soli (soprano, contralto, tenore, basso). Orchestra composta da: due oboi, due corni, tre corni, tre tromboni, timpani, organo, archi (violini primi e secondi; violoncelli, contrabbassi).
La composizione dell'orchestra è tipica del periodo salisburghese del musicista, infatti tra gli archi non sono presenti le viole poiché la formazione orchestrale della Cattedrale di Salisburgo ne era sprovvista.

## Analisi musicale
La messa inaugura la nuova serie di composizioni sacre del periodo salisburghese che comprende due messe (K 317 e K 337) e alcune pagine liturgiche: i Vesperae solennes de Dominica, i Vesperae solennes de confessore e altre pagine minori. Nonostante l'impianto imponente dal punto di vista orchestrale, la forma musicale della Krönungsmesse è quella della messa breve (Missa brevis in latino), con un tempo di esecuzione relativamente breve, così come volevano le disposizioni dell'arcivescovo Colloredo.
L'opera, prevalentemente corale, presenta episodi solisti rilevanti che prefigurano temi musicali di opere liriche successive, confermando il grande interesse del compositore per la musica teatrale; l'assolo solista dell'Agnus Dei è molto simile all'aria per soprano Dove sono i bei momenti de Le nozze di Figaro, mentre la melodia del Kyrie è riproposta nell'aria di Fiordiligi Così ognor quest'alma è forte del Così fan tutte.
Con la Messa in Do maggiore Mozart dimostra come la sua musica abbia avuto una maturazione nell'espressività, sviluppando anche una nuova forza e incisività nella composizione; sicuramente in questo influì la conoscenza della musica di Gluck, mentre per la raffinatezza della strumentazione, e soprattutto per la caratterizzazione strumentale dei temi, l'incontro con l'orchestra di Mannheim fu determinante.
Il Kyrie è suddiviso in due parti; la prima, con indicazione Andante maestoso, è di sola esecuzione corale a cui segue un'entrata maestosa dei violini; la seconda sezione, Più andante, è affidata alla voce del soprano appena sostenuta dagli archi e quindi dagli oboi. Il tenore ripropone la stessa melodia in tonalità minore con il Christe eleison. La ripresa della parte corale iniziale porta a conclusione il brano, seguito da una coda che rielabora i temi delle due diverse sezioni.
Il Gloria presenta una suddivisione in tre parti dove la prima sezione termina con bonae voluntatis, mentre la seconda comprende gloriam tuam; entrambe le parti sono poi rielaborate dai cantanti, dal coro e quindi dall'orchestra. La ripresa assume un aspetto molto rigoroso che porta alla chiusura del brano con una Coda sulla parola amen.
Mentre nelle due prime parti della Messa le voci entrano subito, nel Credo è l'orchestra che predomina nelle battute iniziali. Anche in questo brano sono presenti tre sezioni; la prima, iniziando con un Allegro molto, presenta il motivo principale e varia più volte fino alle parole descendit de coelis. Una breve struttura fugata porta alla seconda parte, espressa in Fa minore con l'indicazione Adagio, che presenta un momento di grande liricità su et incarnatus. L'ultima sezione riprende l'Allegro molto. Dopo una ripresa di poche battute su Credo in unum Deum, le cui parole vengono più volte ripetute come sentita asserzione, si giunge alla chiusura sulla parola Amen nella tonalità iniziale.
Il Sanctus inizia con solennità con il coro che interpreta il brano, indicato con Andante maestoso, con toni grandiosi. L'Osanna, con un Allegro assai, porta a conclusione la sezione. Il Benedictus, in tre parti, inizia con il violino solo che espone un tema di notevole leggerezza, conferendo a tutta la sezione un aspetto di Rondò. La seconda parte è costituita da una riproposta dell'Osanna precedente che, dopo il passaggio della terza sezione, viene ancora ripreso nella Coda conclusiva.
L'Agnus Dei ha un'introduzione orchestrale e affida il canto al soprano che espone la melodia ripresa dalle Nozze di Figaro; segue il tenore che alterna al coro l'esposizione della stessa melodia. Riproposte strumentali portano all'Allegro con spirito sulle parole dona nobis che riprende il tema introduttivo del Kyrie.